# 王同亿
王同亿（1939年4月—），男，汉族，湖南桃源人，中国辞书编纂家，曾任中国翻译工作者协会第一届理事会理事，第七、八届全国政协委员。